# Charles Oulmont
Charles Oulmont est un homme de lettres, né le 1er novembre 1883 à Mulhouse et mort le 15 février 1984 à Pontoise,.

## Biographie

### Famille
Charles Oulmont est le fils de Léon Oulmont (1855-1909), inspecteur général des Finances et directeur général des manufactures de l'État, originaire d’Épinal, et de Nanette Lantz, dont le salon à Paris, 5 place Malesherbes, fut fréquenté par des musiciens comme Jules Massenet, Camille Saint-Saëns, Maurice Ravel et Gabriel Fauré. Son grand-père maternel Lazare Lantz (1823-1909), notable et élu mulhousien, dirigeait l'entreprise Lantz Frères spécialisée dans l'impression sur tissus. Durant sa longue existence il a toujours revendiqué haut ses racines alsaciennes et lorraines.
En juillet 1914, il épouse Alice Cahen-Léon (1886-1919), sœur de l’écrivain Edmond Cahen, puis se remarie le 7 mars 1922 avec Renée Christiane Bourgeon (1897-1992). De son premier mariage, il a un fils, Bernard (1915-1964). De 1910 à 1933, il habite au 101, boulevard Malesherbes à Paris, puis au 16, rue de Béarn à Saint-Cloud et, à la fin de sa vie, rue Tavet à Pontoise. À la belle saison, il résidait souvent à Charmoy (Yonne) puis à Courcelles (Aisne).

### Formation
Élève au lycée Carnot à Paris, il étudie les lettres à la Sorbonne, auprès de ses « maîtres » Émile Faguet, Auguste Lanson, Émile Boutroux, Joseph Bédier. Il soutient ses thèses de doctorat ès-lettres en 1911 sur « Pierre Gringore et la poésie morale, politique et dramatique à la veille de la Renaissance », et sur « Les débats d’amour du clerc et du chevalier dans la littérature politique du Moyen Âge ». Nommé à la faculté des lettres de Nancy, il se coule mal dans le moule académique et démissionne rapidement, préférant se consacrer entièrement à la littérature, encouragé par Bédier.
Jusqu’en 1910 il poursuit en parallèle au Conservatoire de musique de Paris des études de piano et de composition, dirigées par Gabriel Fauré et Jean Roger-Ducasse. C’est alors qu’il abandonne la perspective d’une carrière musicale, jetant au feu le manuscrit d’un quatuor à cordes que Jacques Thibaud, Georges Enesco, Pierre Monteux et Pablo Casals venaient d’interpréter, mais que Fauré jugeait un exercice encore inabouti.
Ses premiers écrits datent d’avant la Première Guerre mondiale, études littéraires ou d’histoire de l’art, puis simultanément des pièces de théâtre et des romans qu’il publiera après 1918. Ses thèmes préférés relèvent toujours de l’analyse psychologique du couple et de l’antagonisme des sexes, traités sur le mode comique ou tragique. Après la Seconde Guerre, les thèmes de ses romans relèvent davantage des questions morales, sociétales et religieuses qu’il n'a cessé jusqu’à sa mort d’étudier avec passion.

### Critique et conférencier
Charles Oulmont n’oubliera jamais les acquis de sa formation philologique et musicale. Excellent connaisseur de la langue et de la musique françaises, il a donné des milliers d’articles, de conférences et d’émissions de radio, en France et en Europe, sur des sujets d’histoire littéraire et musicale ainsi que d’histoire de l'art. Conférencier éclectique et disert, sachant captiver son public, il lui était souvent demandé d’illustrer au piano les thèmes choisis, notamment à partir de ses souvenirs sur Fauré, Debussy, Ravel, Gounod, Chausson, Duparc, Satie.
Il travailla aussi avec la chanteuse Yvette Guilbert sur des textes de poésies et chansons médiévales qu’il avait découverts. À partir de l’entre-deux-guerres, il assura à la TSF et pour les radios francophones belge et suisse des émissions de critique sur les lettres, le théâtre, la musique et les expositions artistiques. Simultanément il fut dans les mêmes domaines le correspondant parisien de nombreux journaux de province et de l’étranger.

### Amateur d'art et collectionneur
Collectionneur d'art, il s’était formé en aidant son oncle, le docteur Paul Oulmont, médecin-chef des hôpitaux de Paris, à constituer une importante collection de dessins et peintures du XVIIIe siècle, léguée en 1917 à la ville d’Épinal. Il a poursuivi cette tradition familiale en contribuant de son vivant et après sa mort à enrichir les collections de plusieurs musées, dont les musées des Beaux-Arts de Strasbourg, de Mulhouse et de Besançon, le musée Tavet-Delacour à Pontoise, et le musée des Avelines à Saint-Cloud auquel il a notamment fait don d'œuvres du peintre Eugène Carrière qu’il admirait particulièrement.
Écrivain, dramaturge, musicien et critique, sa carrière d’homme de lettres éclectique s’étendit sur près de sept décennies. Il figura sur la scène culturelle parisienne de l'entre-deux-guerres et jusque dans les années 1970, sans aller toujours au-delà de succès d’estime. Ses souvenirs sont pleins d’anecdotes sur les nombreux artistes et personnalités qu’il a connus ou avec qui il a correspondu ou travaillé, par exemple l’écrivain Tristan Bernard, le poète Max Jacob, le compositeur Florent Schmitt, des acteurs et actrices français et étrangers, etc.

## Fondation Charles-Oulmont
Durant la Seconde Guerre mondiale, face à la menace nazie, il put grâce à l’aide du consul général du Portugal à Bordeaux, Aristide de Sousa Mendès, trouver refuge à Lisbonne où ses conférences avaient été appréciées avant-guerre. Une partie de ses collections ayant été spoliée par l’Occupant durant son absence, il bénéficia en 1964 d’une indemnisation partielle par la République fédérale d’Allemagne.
Il décida de consacrer en 1982 cette somme à la création d’un Centre d’aide aux artistes, qui devint après sa mort la Fondation Charles-Oulmont. Celle-ci, sous l'égide de la Fondation de France, décerne chaque année depuis 1984 des prix destinés à soutenir des artistes et des créateurs dans les quatre domaines de prédilection de son fondateur : théâtre, musique classique, arts plastiques et littérature.

## Décorations
- Officier de la Légion d'honneur
- Commandeur de l'ordre des Arts et des Lettres (1960)[14]

## Publications et récompenses

### Etudes et essais
- Pierre Gringore : la poésie morale, politique et dramatique à la veille de la Renaissance, Éditions Honoré Champion, Paris, 1911, XXXII-378 p. ; réédition Slatkine, 1976
- Étude sur la langue de Pierre Gringore, Honoré Champion, Paris, 1911, 156 p.
- Les Débats du clerc et du chevalier dans la littérature poétique du Moyen âge : étude historique et littéraire, suivie de l’édition critique des textes, Honoré Champion, Paris, 1911, XVI-227 p. Réédition Slatkine, 1974
- Le Verger, le temple et la cellule : essai sur la sensualité dans les œuvres de mystique religieuse, préface d’Émile Boutroux, Hachette, Paris, 1912, 335 p.
- La Poésie française du Moyen-Age, Mercure de France, 1913, 166 p.
- Le Chapelet de fleurs amoureuses, recueil de contes transcrits, Fontemoing et Cie, 1913, 276 p.
- J.-E. Heinsius, 1740-1812, peintre de Mesdames de France, Hachette 1914, 83 planches
- Le Tapis de cendres, Éditions Louis Michaud, Paris, 1921
- Les Lunettes de l’amateur d’objets d’art (tome 1 : Art ancien ; tome 2 Art moderne), Éditions Grasset, 1926
- Les Femmes peintres au XVIIIe siècle, Éditions Rieder, coll. « Les Maîtres de l’art », 1928
- La Maison au XVIIIe siècle, Éditions Marcel Seheur, Paris, 1929
- Paris (ce qu’on y voit, ce qu’on y entend), avec 56 illustrations de Bécan, Berger-Levrault, 1931
- Monsieur Jourdain 31 : école du snobisme, Éditions des Portiques, 1931
- La Parole est aux jeunes, Berger-Levrault, 1934
- Musique de l’amour (tome 1 : Ernest Chausson et la « bande à Franck » ; tome 2 : Henri Duparc, ou de "l'invitation au voyage" à la vie éternelle), Éditions Desclée de Brouwer, 1935
- Voltaire en robe de chambre, Calmann-Lévy, 1936
- Ce que j’ai vu en chiffonnant la clientèle, avec 48 illustrations de Dignimont, Librairie des Champs-Élysées, 1938, 192 p.
- Bergson, Lisbonne, Éditions Inquerito, 1944 ; Istra, 1970, 40 p.
- Pensée de Pasteur, Institut Pasteur Lisbonne, 1945, 103 p.
- Joao de Deus, Lisbonne-Paris, 1946-1948 ; Istra, 1970, 100 p.

### Romans
- Adam et Eve, sentiment et physiologie de l’amour, préface de Georges Duhamel, ill. d’Antoine Bourdelle, Éditions de La Sirène, 1re édition, 10 avril 1920, 280 p. ; rééd. G. Crès, Paris
- Le Livre des amants, G. Crès , Paris, 1922
- La Femme a ses raisons, G. Crès, Paris, 1924, 242 p.
- Cœur à corps, Bernard Grasset, 1928, 241 p.
- Les Virginales, Librairie des Champs-Élysées, Paris, 1938, 255 p.
- La Femme adultère, Éditions La Couronne littéraire, Paris, 1950, 180 p. ; rééd. Les Éditeurs français, février 1952, 274 p.
- L’Homme en robe noire, Les Éditions françaises, 1952, 195 p.
- Deux amoureuses au confessionnal (publication sous le même titre de La Femme adultère et de L’Homme en robe noire), Les Éditions françaises, 1952
- Noces en Espagne, Librairie des Champs-Élysées, 1954, 255 p.
- L’Enfant d’Israël, Librairie des Champs Élysées, 1957, 239 p.
- Carnets d’un magistrat - Tu ne jugeras pas. Librairie des Champs-Élysées, 1963, 252 p.
- Rencontre avec les dieux, Le voyage de Grèce, Istra, 1970, 132 p.

### Adaptations théâtrales
- Les Virginales, par Charles Méré, Pièce en 3 actes et 5 tableaux d'après le roman de C. Oulmont. Manuscrit dactylographié. 1 f., 46 p., 16 janvier 1940
- Cœur à corps, par Paul Nivoix (sous le titre « L’Éducation amoureuse »)
- La Femme adultère, par Claude Baldy
- Noces en Espagne, par René Dez

### Théâtre
- Et les enfants recommencent, Librairie théâtrale artistique et littéraire, 1921, 35 p. ; comédie en un acte jouée au Grand-Guignol à partir du 6 novembre 1920, reprise en 1927-28 au Théâtre des Folies-Dramatiques, puis en 1946 au Théâtre La Bruyère et au Théâtre Gramont
- Clarté, créé au Théâtre Pitoëff à Genève en 1921
- Bonheur, Librairie théâtrale artistique et littéraire, Paris, 1921, 143 p. ; tragédie bourgeoise en trois actes créée au Théâtre des Arts en janvier 1921 avec Marguerite Moreno, repris en juillet 1928 aux Folies-Belleville
- Si nous nous aimions, comédie du mariage en trois actes et « un tableau filmé », créée au Théâtre royal des Galeries à Bruxelles en février 1926
- La Voix de sa maîtresse (avec Paul Masson), lever de rideau écrit en 1928 et mis en scène par Gaston Baty en 1932 au Théâtre de l'Avenue, avec utilisation du téléphone et du phonographe
- Ces Dames, (avec Pierre Sabatier) ; créé au Théâtre des Arts en 1934
- Alphonsine, satire politique de Charles Oulmont et Bernard Roy, un acte joué au Grand-Guignol en mars 1933. Les écrivains associés, 1934, 43 p.
- Tu crois avoir aimé (avec Paul Sabatier), drame en trois actes et trois personnages ; créé au Théâtre Antoine avec Gabrielle Robinne et Claude Génia. « La Petite Illustration théâtrale » no 446, 1938, 22 p. ; repris en 1948 à Levallois-Perret, et en mars 1959 au Théâtre du Petit-Chêne à Lausanne.
- Quand tu seras jeune, avec J. de Carvalho, Théâtre de la Huchette, mars-avril 1953
- Miroirs, joué en octobre 1965 à Pontoise, mise en scène de François Florent
- Auteuil 76-50 Le Célibataire malgré lui, Salle Saint-Nicolas à Liège, octobre 1948
- L’Inconsciente
- Madame Gessenay
- La Belle Dame sans péché, oratorio mis en musique par Ruy Coelho
- Trois couverts, L'Avant-scène Théâtre, no 528, 1er novembre 1973
- Quand le mari redevient l’amant, comédie en 4 tableaux, Éditions Jasmin, Grasse, 1976, 77 p.
- Miserere, Aux Presses du Val d’Oise, 1982, 36 p.
- Théâtre I, Istra, 1970, 316 p.
- Théâtre des saisons (4e tome de l’œuvre théâtrale), Istra, 1974, 245 p.
- Le Droit d’aimer, imprimerie de Busagny, 1980, 122 p.
- Roméo ou nos actes nous suivent, imprimerie de Busagny, 1983, 65 p.

### Poésie
- Le Tapis de cendres, suivi de quelques contes ; poèmes en prose, Éditions Louis Michaud, 1921 ; Istra, 203 p., 1970
- Message personnel, traduit de moi-même, éd. Gleba, Lisbonne, 1944
- Symphonie en blanc majeur, traduit de la neige par Charles de Charmoy, Grasset, 20 p.
- Cantate des maisons, L’Âge nouveau, avec illustration musicale de Marcel Delannoy, 1948, 26 p. et 3 gouaches originales de Robert Martin — Prix Carrière

### Souvenirs
- Noces d’or avec mon passé, Crépin-Leblond, 1964, 436 p.
- Noces d’or avec mes rêves, Mémoires secrets, Istra, 1970, 126 p.
- Auprès de toi, mon enfant, mon fils, Istra, 1969, 83 p.
- « Charles Oulmont, Souvenirs inédits », publiés dans les Cahiers du service musical de la RTBF, no 5, Bruxelles, 1983, 56 p.

### Œuvres complètes
Les Œuvres complètes de Charles Oulmont ont paru chez l’éditeur strasbourgeois Istra en 1969-1971, en 37 volumes.

### Prix décernés par l'Académie française
- 1912 : Prix Saintour pour Pierre Gringore : la poésie morale, politique et dramatique à la veille de la Renaissance
- 1938 : Prix Halphen pour Voltaire en robe de chambre
- 1951 : Prix Montyon pour La Femme adultère
- 1953 : Prix d'Académie pour L’Homme en robe noire
- 1956 : Prix Lange pour Noces en Espagne
- 1958 : Prix Broquette-Gonin (philosophie) pour L’Enfant d’Israël
- 1964 : Prix Broquette-Gonin (littérature) pour Carnets d’un magistrat - Tu ne jugeras pas
- 1966 : Prix Dumas-Millier pour l'ensemble de son œuvre

### Archives
- Manuscrits de la bibliothèque nationale et universitaire de Strasbourg : Calames. Fonds Charles Oulmont (559 articles)